# لایکا ام۹

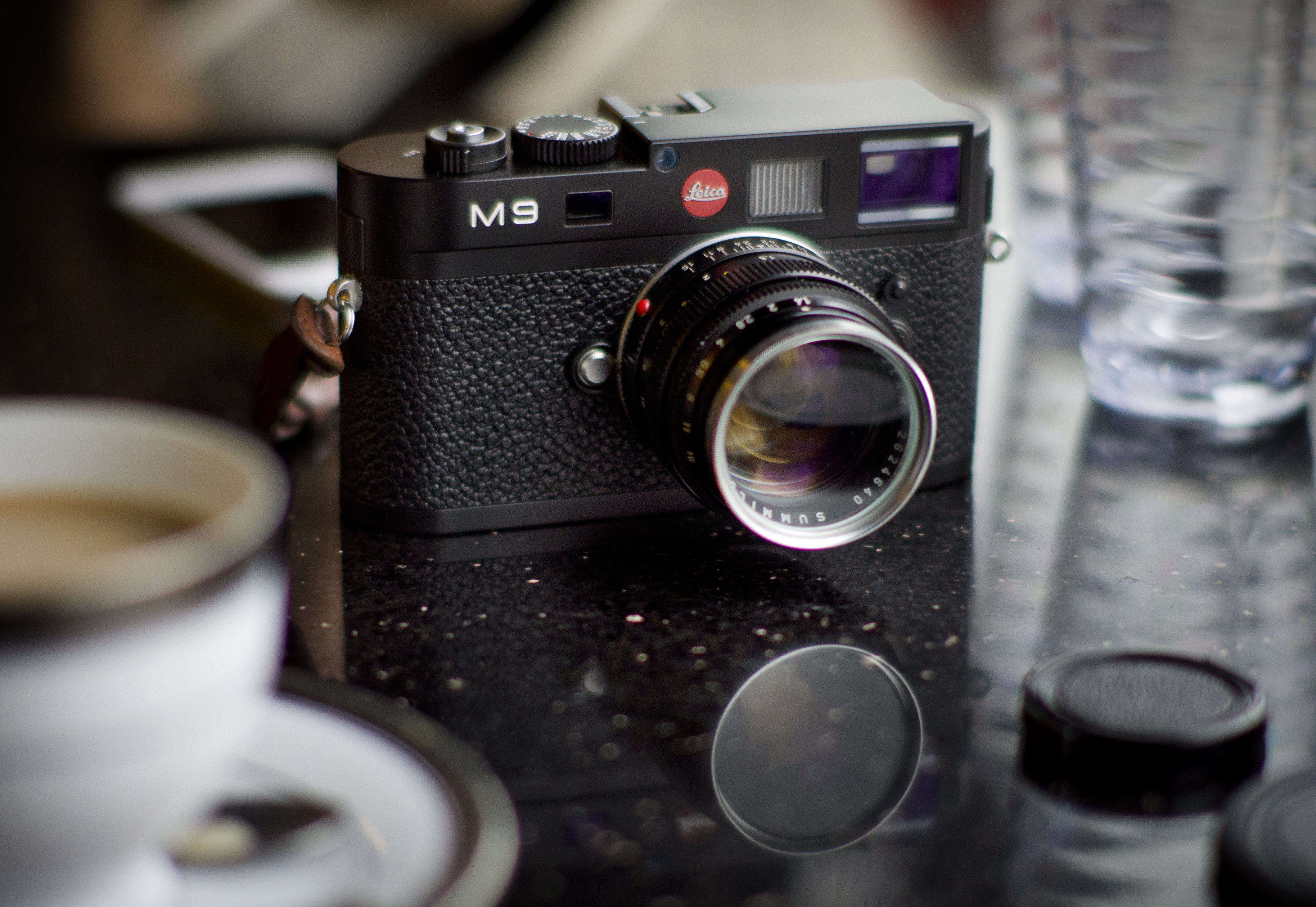
لایکا ام۹ (به انگلیسی: Leica M9) یک دوربین عکاسی ساخت شرکت لایکا است.